# 㶲
㶲是热力学系统中的能量参数，又译有效能、可用能、可用度、放射本能等，单位为焦耳（J），常用字母Ex表示。一千克物质的㶲称为比㶲ex（单位：千焦/千克，kJ/kg）。

## 定义
㶲表示的是在环境条件下，能量中可转化为有用功的最高份额，或表示为在热力系只与环境相互作用，从任意状态可逆地变化到与环境相平衡的状态时所作出的最大有用功（即理论上可无限转化为其他形式能量的能量）。可以认为㶲是衡量能量“品质”或“价值”的一种尺度，㶲越高，能量的“品质”越高，越有能力转换为其他形式的能量。只要系统与环境存在差异，这一系统便具备做功能力，而㶲正表示系统和环境所共同具备的做功能力。
1824年，法国科学家卡诺便指出在高温热源{\displaystyle T_{1}}与低温热源{\displaystyle T_{2}}间工作的热机，若从高温热源吸热{\displaystyle Q_{1}}，则对外所做的功最多为{\displaystyle W=(1-{\frac {T_{2}}{T_{1}}})Q_{1}}。1868年，苏格兰科学家皮特·泰特提出了availability（可用度）的概念。1871年，麦克斯韦提出了available energy（可用能）的概念。1873年，美国科学家威拉德·吉布斯推出了内能㶲的计算公式。20世纪30年代，美国科学家约瑟夫·亨利·基南提出将“物系与介质间相互作用产生的最大功”称之为有效能。1956年斯洛文尼亚机械工程师佐拉·朗特用希腊词根ex和ergon拼出单词exergy定义“能量中可以转变的部分”，然后得到广泛使用。1957年东德学者Nobert Elsner来中国讲学时，南京工学院的夏彦儒、王守泰等教授将讲稿中的exergy首译为“㶲”，并逐渐得到中国大陆能源界的公认。

## 𭴊
𭴊（又称废热）是与㶲相对的物理量，单位为焦耳（J），常用字母An表示，表示一切不能转化为㶲的能量（或表述为：在环境条件下不可能转化为有用功的部分能量）。20世纪80年代，华东工学院的杨东华教授将anergy首译为“𭴊”。
任何能量都由㶲与𭴊两部分组成。可无限转换的能量（如机械能、电能）全为㶲，不可转换的能量（如环境介质中的热能）全为𭴊。

## 㶲损失与㶲效率
根据热力学第二定律，𭴊不可能再转换为㶲。可逆过程的㶲保持守恒，而在不可逆过程中，将不可避免的发生能量的“贬值”（一部分㶲转换为𭴊）。减少的㶲称为㶲损失（英語：destruction of exergy），常用字母{\displaystyle I}表示。
对任意开口系统或闭口系统的不可逆过程，环境温度{\displaystyle T_{0}}一定时，㶲损失与熵产{\displaystyle S_{\mathrm {gen} }}成正比，这就是Gouy - Stolda公式，表达式为：
{\displaystyle I=T_{0}S_{\mathrm {gen} }}
㶲损失可以衡量过程不可逆性程度与热力学完善程度。为表达系统在不同条件的过程下对㶲的有效利用程度，常引入㶲效率来判断。㶲效率等于过程中被利用或收益的㶲{\displaystyle E_{\mathrm {x,u} }}与支付或耗费的㶲{\displaystyle E_{\mathrm {x,p} }}之比，表达式为：
{\displaystyle \eta _{\mathrm {e_{x}} }={\frac {E_{\mathrm {x,u} }}{E_{\mathrm {x,p} }}}}

## 不同能量的㶲

### 热量㶲与冷量㶲
在环境温度为{\displaystyle T_{0}}时，系统（{\displaystyle T>T_{0}}）所提供的能量中可转化为有用功的最大值为热量㶲，大小为
{\displaystyle E_{\mathrm {x,Q} }=\int _{1}^{2}(1-{\frac {T_{0}}{T}})\delta Q=Q-T_{0}\int _{1}^{2}{\frac {\delta Q}{T}}=Q-T_{0}\Delta S}
当系统温度{\displaystyle T<T_{0}}，吸入热量{\displaystyle Q_{c}}时作出的最大有用功为冷量㶲，大小为
{\displaystyle E_{\mathrm {x,Q_{c}} }=\int _{1}^{2}({\frac {T_{0}}{T}}-1)\delta Q=T_{0}\Delta S-Q_{c}}
相应的热量𭴊与冷量𭴊为
{\displaystyle A_{\mathrm {n,Q} }=Q-E_{\mathrm {x,Q} }=T_{0}\Delta S}
{\displaystyle A_{\mathrm {n,Q_{c}} }=Q_{c}+E_{\mathrm {x,Q_{c}} }=T_{0}\Delta S}

### 热力学能㶲
对封闭系统从任意状态{\displaystyle p}、{\displaystyle T}、{\displaystyle V}、{\displaystyle U}、{\displaystyle S}可逆变化到与环境相平衡的状态{\displaystyle p_{0}}、{\displaystyle T_{0}}、{\displaystyle V_{0}}、{\displaystyle U_{0}}、{\displaystyle S_{0}}，热力学能㶲（内能㶲）与最大有用功为
{\displaystyle E_{\mathrm {x,U} }=W_{\mathrm {u,max} }=U-U_{0}-T_{0}(S-S_{0})+p_{0}(V-V_{0})}
热力学能𭴊为
{\displaystyle A_{\mathrm {n,U} }=U-E_{\mathrm {x,U} }=U_{0}+T_{0}(S-S_{0})-p_{0}(V-V_{0})}

### 焓㶲
对稳定流动工质（开口系统）从任意状态{\displaystyle H}、{\displaystyle T}、{\displaystyle S}可逆变化到与环境相平衡的状态{\displaystyle H_{0}}、{\displaystyle T_{0}}、{\displaystyle S_{0}}，在忽略机械㶲（宏观动能）的情况下，焓㶲与最大技术功为
{\displaystyle E_{\mathrm {x,H} }=W_{\mathrm {t,max} }=H-H_{0}-T_{0}(S-S_{0})}
焓𭴊为
{\displaystyle A_{\mathrm {n,H} }=H-E_{\mathrm {x,H} }=H_{0}+T_{0}(S-S_{0})}

## 㶲平衡方程
对闭口系统的热力变化过程，热量㶲系统{\displaystyle E_{\mathrm {x,Q} }}、㶲损失{\displaystyle I}、有用功{\displaystyle W_{u}}与始末态热力学能㶲{\displaystyle E_{\mathrm {x,U_{1}} }}、{\displaystyle E_{\mathrm {x,U_{2}} }}有平衡关系：
{\displaystyle E_{\mathrm {x,Q} }=E_{\mathrm {x,U_{2}} }-E_{\mathrm {x,U_{1}} }+W_{u}+I}
对稳定流动系统的热力变化过程，若流入、流出速度与焓㶲分别为{\displaystyle c_{\mathrm {f1} }}、{\displaystyle c_{\mathrm {f2} }}、{\displaystyle e_{\mathrm {x,H_{1}} }}、{\displaystyle e_{\mathrm {x,H_{2}} }}，单位工质内部做功{\displaystyle w_{i}}、㶲损失{\displaystyle i}，则对单位工质，有平衡关系：
{\displaystyle e_{\mathrm {x,Q} }=e_{\mathrm {x,H_{2}} }-e_{\mathrm {x,H_{1}} }+{\frac {1}{2}}c_{f2}^{2}-{\frac {1}{2}}c_{f1}^{2}+w_{s}+i}

## 化学㶲
在能源领域中，某一元素或金属的化学㶲是以可逆过程完成从自然界采集相应贬值物（参照物）、提纯、通过化学反应得到所需元素或金属这一系列步骤所需的最少功。化学㶲数值上等于浓度㶲加反应㶲，反应前后化学㶲的改变量等于吉布斯能（吉布斯自由焓）的改变量。